# Hans Wilhelm Bracher

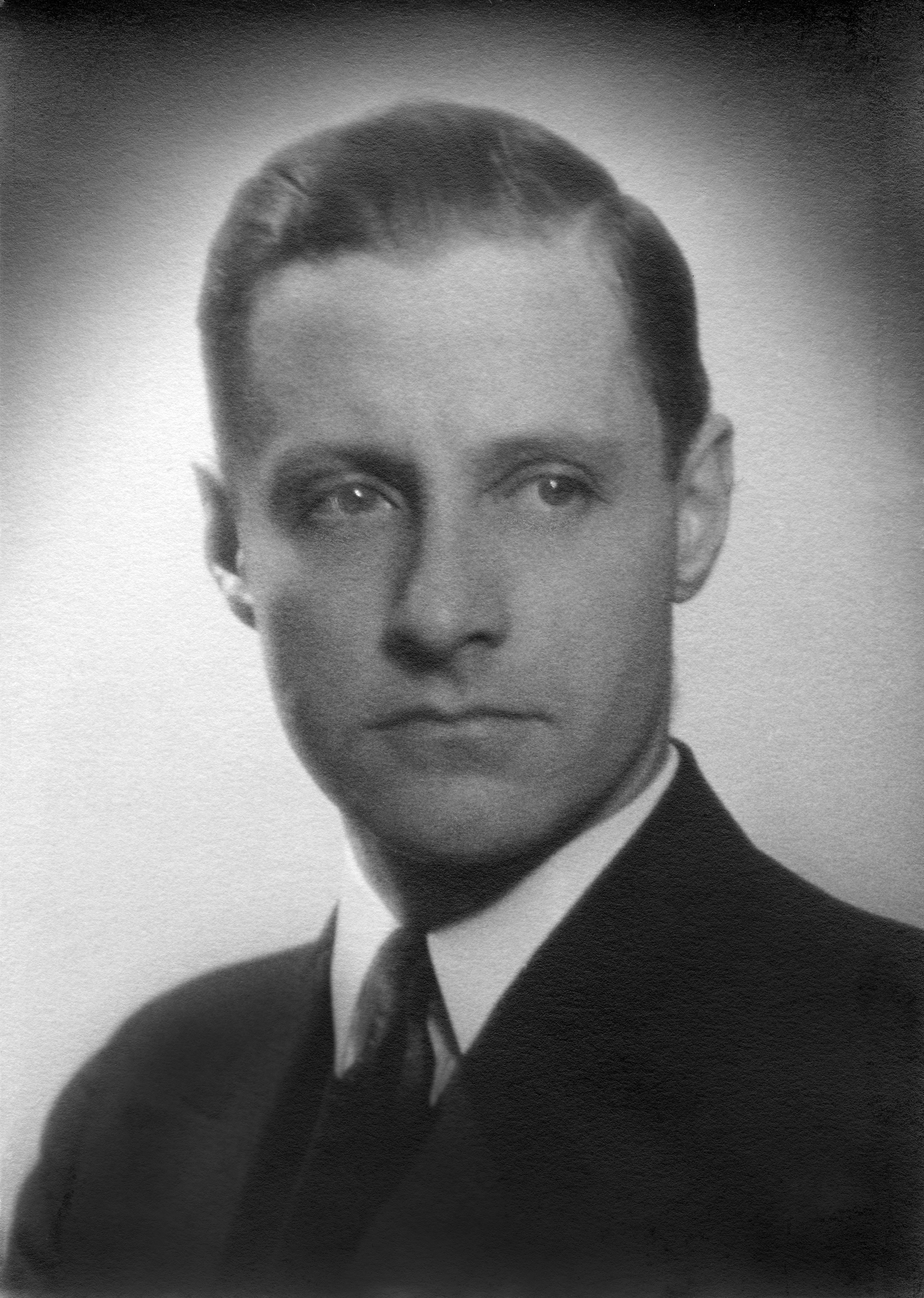
Hans Wilhelm Bracher 1950

Hans Wilhelm Bracher, kurz Hans Bracher (* 10. Dezember 1903 in Bern; † 11. Mai 1967 in Bern) war im Zweiten Weltkrieg Verbindungsoffizier zwischen den Vorstehern des eidgenössischen Militärdepartements (1939–40 Bundesrat Rudolf Minger, ab 1941 Bundesrat Karl Kobelt) und dem Oberbefehlshaber der Armee, General Henri Guisan, mit Einfluss auf beide Seiten. Von 1951 bis 1956 war er Direktor der eidgenössischen Militärverwaltung (später Generalsekretär des VBS).

## Leben

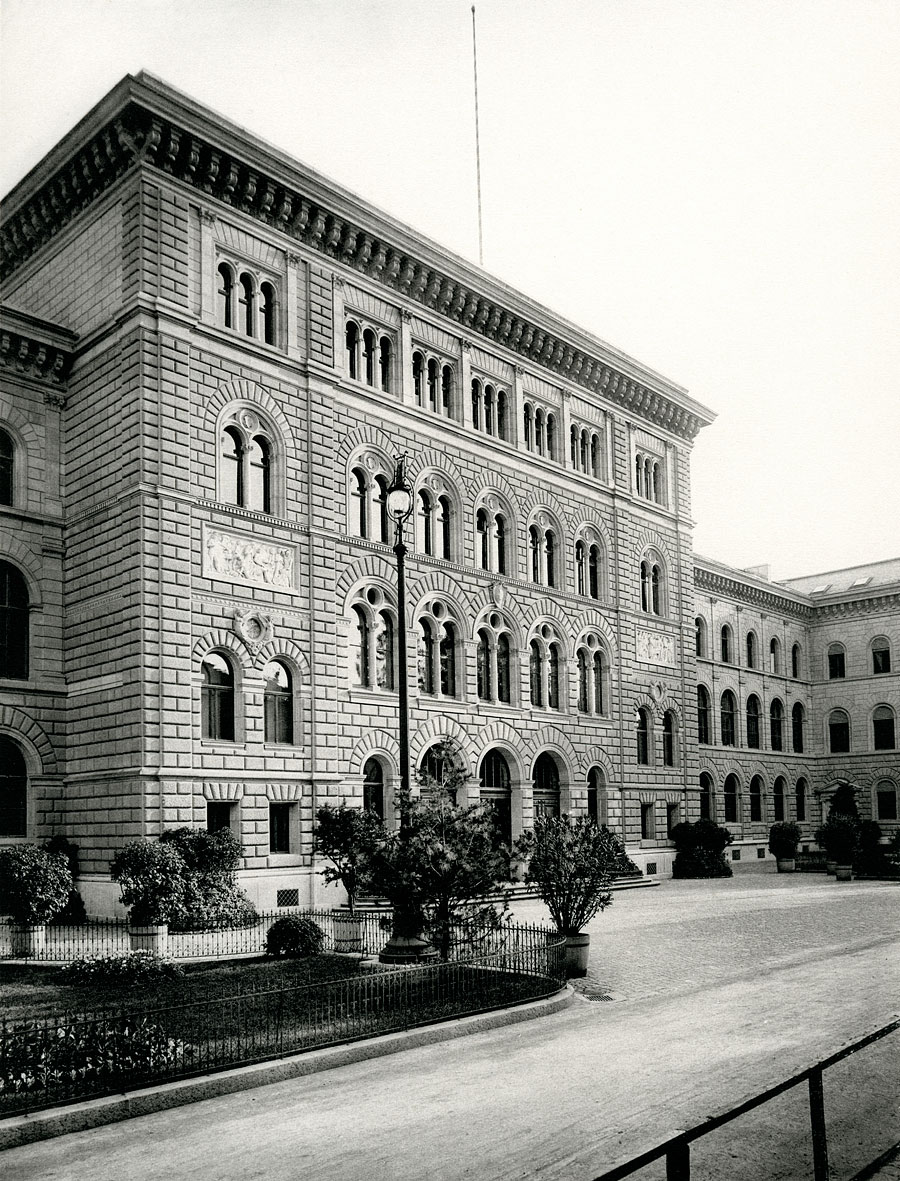
Das Bundeshaus-Ost in dem sich die Büros der EMD-Spitze befanden.

Er war das einzige Kind des Architekten und Baumeisters Wilhelm Friedrich Bracher und der Clara Luise Mezener (Tochter des Friedrich Mezener). Gymnasium und Studium der Rechtswissenschaften in Bern; lic. iur. 1928. Im Jahre 1928 heiratete er Elsa Helene Müller und hatte mit ihr fünf Söhne. 1928–30 war er in der Privatwirtschaft tätig und 1931–37 Sekretär bei der bernischen Baudirektion. 1937–56 arbeitete er in der eidgenössischen Militärverwaltung (bis 1945 Personalchef, 1946–50 Vizedirektor, 1951–57 Direktor). Ab 8. März 1938 war er auch Sekretär der Landesverteidigungskommission.
1934 Kommandant der Dragonerschwadron 9, ab 1938 im Generalstab, ab Oktober 1940 zeitweilig Dienst im persönlichen Stab des Generals, 1949–51 Kommandant des Motordragoner-Regiments 2, 1951–53 Stabschef des 2. Armeekorps. Zufolge einer 1953 erlittenen Hirnblutung danach keine militärische Funktion mehr und zivil ab 1957 Fürsorgechef der Armee, 1962 vorzeitig pensioniert.

### Wirken bei der Verwaltungsreform des EMD
Bracher schuf 1938/1939 in der Militärverwaltung eine moderne Gruppenstruktur und die Direktion der Militärverwaltung.

### Wirken im Zweiten Weltkrieg
Bei der Mobilmachung (Aufgebot der Grenztruppen am 28. August 1939) wurde Bracher dem Armeestab Gruppe Front zugeteilt und zudem am 31. August von Bundesrat Minger zu seinem Verbindungsoffizier zu General Guisan ernannt. In dieser Funktion konnte er verschiedentlich Einfluss nehmen. Erwähnt seien

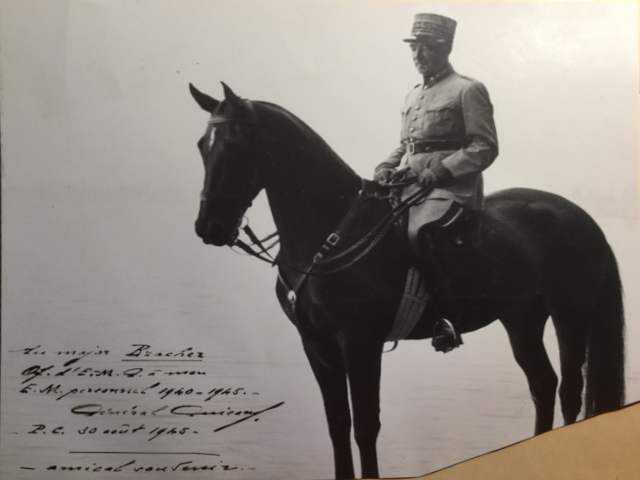
Handschriftliche Widmung von General Guisan "au major Bracher" (1945)

1. Bracher bemühte sich, die anfänglich schwache Führungsposition von General Guisan zu stärken. Er empfahl ihm schon in der dritten Aktivdienstwoche, neu einen persönlichen Stab zu bilden, um die mangelnde Subordination des Generalstabs unter Generalstabschef Jakob Labhart  zu überwinden. Guisan folgte dieser gemäss Hans Senn problematischen Empfehlung, welche jedoch seine Stellung festigte; so wurde z. B. der Plan des Réduit von diesem persönlichen Stab und nicht vom Generalstab ausgearbeitet. Ebenso folgte Guisan dem Vorschlag Brachers, per 1. Januar 1940 Labhart das Kommando eines neu zu bildenden 4. Armeekorps zu übertragen und den Posten des Generalstabschefs neu zu besetzen.
2. Als der Wehrwille nach der Niederlage Frankreichs und der Rede von Bundesrat Pilet-Golaz geschwächt war, empfahl Bracher General Guisan Gegensteuer durch einen Kommandanten Appells irgendwo in der Zentralschweiz zu geben und die Réduitstrategie zu erläutern. Daraus wurde der Rütlirapport.
3. Bracher bemühte sich, das Ansehen General Guisans im Inland und das Vertrauen in ihn bei den Alliierten zu stärken. Zum Beispiel arrangierte er im Oktober 1940 an zwei Abenden Empfänge der fremden Attachés beim General oder im März 1941 ein Mittagessen von General und dem englischen Gesandten Kelly mit ihren Gemahlinnen. England unterband Einfuhren aus Übersee nach Vichy-Frankreich, aber nicht in die Schweiz, wollte aber Sicherheit, dass die Schweiz bei einem Angriff Deutschlands die Alpentunnels sprengt. Diese Zusicherung gab Guisan Kelly bei diesem geheimen einzigen Treffen der beiden in einem Gespräch unter 4 Augen,
4. In einer Zeit, da selbst die meisten Bundesräte und General Guisan nicht Englisch sprachen, diente Bracher als Betreuer und Übersetzer, so z. B. beim Besuch einer alliierten Wirtschaftsdelegation von Mitte Februar bis 8. März 1945 oder beim Besuch am 8. März 1945 des Kommandanten der amerikanischen strategischen Luftwaffe Generalleutnant Spaatz, der mit General Guisan Absprachen zur Vermeidung irrtümlicher Bombardierungen traf; Spaatz wurde bei Besuchen im April 1949 und im Mai 1950 erneut von Bracher betreut.

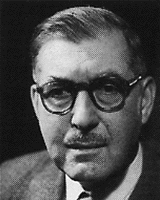
Bundesrat Kobelt

5. Bracher war verschiedentlich Ansprechperson. Zum Beispiel gelangte Im Juli 1944 der Baselstädtische Regierungspräsident Fritz Brechbühl an Bracher mit dem Anliegen, eine Besprechung von führenden Politikern der Linken (Oprecht, Bringolf) mit General Guisan zu arrangieren, was zu Treffen am 18. August und im Dezember führte. Ein Beobachter meldete Bracher ein mysteriösen Treffens von General Guisan mit Deutschen im März 1943 in Biglen. Bracher brachte in Erfahrung, dass Guisan durch Vermittlung von Roger Masson, Chef des Nachrichtendienstes, den SS-Standartenführer und Chef der Auslandspionage Walter Schellenberg zweimal getroffen und ihm eine schriftliche Erklärung über die Haltung der Schweiz gegenüber den Kriegsparteien übergeben hatte. Bracher bewog Guisan, dies nachträglich Bundesrat Kobelt zu melden und konnte so einen Eklat vermeiden.

### Nach dem Krieg

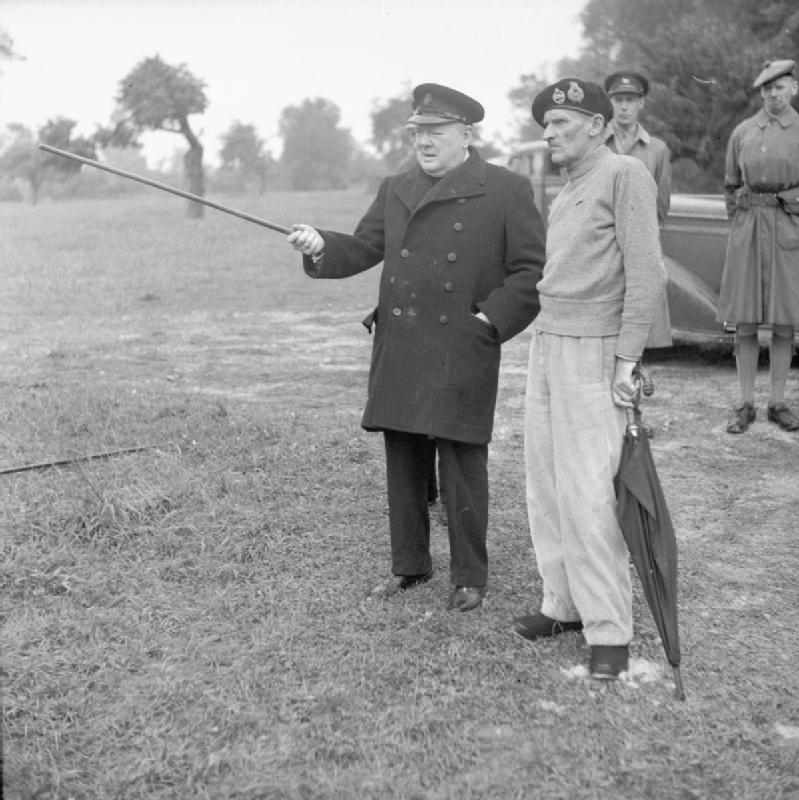
Winston Churchill und General Montgomery (1944)

Neben seiner hauptberuflichen Funktion im Militärdepartement, dessen Direktor (heute Generalsekretär) er von 1950 bis 1956 war, wurde Bracher wiederholt Sonderaufgaben übertragen. Als am 22. November 1946 eine seit dem 19. November vermisste Douglas DC-3 Dakota auf dem Gauligletscher  geortet wurde, übertrug man Bracher die Organisation der Rettung. Desgleichen wurden ihm die Organisation der Empfänge und Betreuungen hochrangiger Staatsgäste übertragen, so z. B. beim Aufenthalt von Churchill mit Gemahlin und Tochter Mary vom 23. August bis 20. September 1946 oder von Pandit Nehru vom 3. bis 5. Mai 1949. Die nachhaltigsten Kontakte ergaben sich mit Feldmarschall Bernard Montgomery, dem stellvertretenden Oberkommandierenden der NATO 1951–58, welcher sich bemühte, die Kriegstauglichkeit der Schweizerarmee zu verbessern.

## Rezeption
Das Wirken Brachers als eines Schöpfers der Militärverwaltung wird von Jürg Stüssi-Lauterburg dargestellt und gewürdigt. Die Historiker, welche die militärische und politische Lage der Schweiz im Zweiten Weltkrieg untersuchen, erwähnen Bracher in verschiedenem Zusammenhang, ohne sich aber mit seinem Wirken eingehender auseinanderzusetzen. Bracher selbst hatte testamentarisch verfügt, dass sein ungeschminktes Tagebuch mit vielen kritischen Bemerkungen zu einzelnen Personen nicht vor 1980 zu veröffentlichen sei. Die Erben bewilligten daher erst 1997 Peter Steiner, die Tagebücher 1939–45 im Rahmen einer Lizentiats Arbeit einzureichen. 2012 hat Steiner dann den Nachlass in einer Leseedition veröffentlicht. Im Vorwort urteilt Stefanie Frey, Bracher habe als Schlüsselfigur einen Überblick über praktische alle Angelegenheiten des EMD und der Armee sowie über die Kontakte zu den Kriegsparteien gehabt. Peter Steiner meint, Bracher und Barbey hätten stark zum Mythos Guisan beigetragen und verhindert, dass es zu einem Eklat zwischen Bundesrat und General gekommen sei. In der Frage der Internierten und Flüchtlinge vermisst Steiner Zeichen eines inneren Engagements.